# 이카타정
이카타정(일본어: 伊方町)은 일본 에히메현 난요 지방, 사다미사키반도에 있는 니시우와군의 정이다. 시코쿠 전력 이카타 발전소(원자력 발전소)가 있어 시코쿠의 전력 소비량의 약 50%를 공급하고 있다. 또한 50개의 풍력 발전기가 설치되어 가동되고 있으나, 지역 주민들이 이명과 두통 증상을 호소하여 야간에는 가동하지 않게 되었다.

## 지리

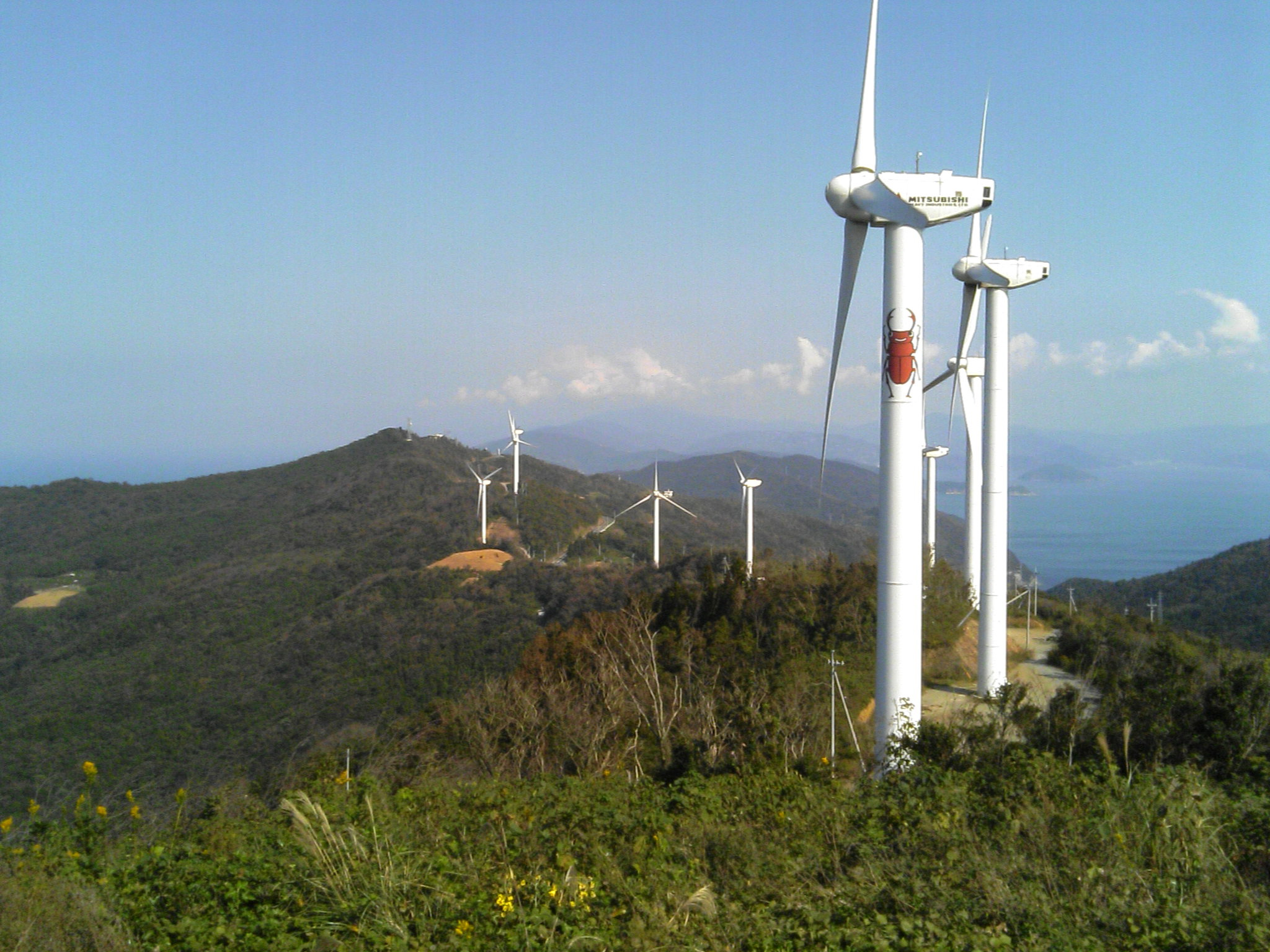
이카타의 풍차

사다미사키반도의 기초부부터 첨단에 걸친 지역이며 전체가 가늘고 긴 형태를 하고 있다. 능선이 반도의 등뼈처럼 늘어서고 반도의 양측으로 급속히 바다로 빠지는 지형을 하고 있어 평지는 적다. 반도의 북쪽은 세토 내해, 남쪽은 우와해와 접한다. 가로막는 산지가 없기 때문에 바람이 강하고 풍력 발전을 하고 있어 구 세토정부터 구 미사키정에 걸친 능선에는 풍력 발전기가 숲을 이루고 있다. 또 구 세토정 지역인 우와해 측에서는 약간의 모래사장을 볼 수 있으며 해수욕장으로 사용된다.

### 인접한 자치체
- 동: 야와타하마시
- 서: 오이타현 오이타시(호요 해협 대안)

## 역사

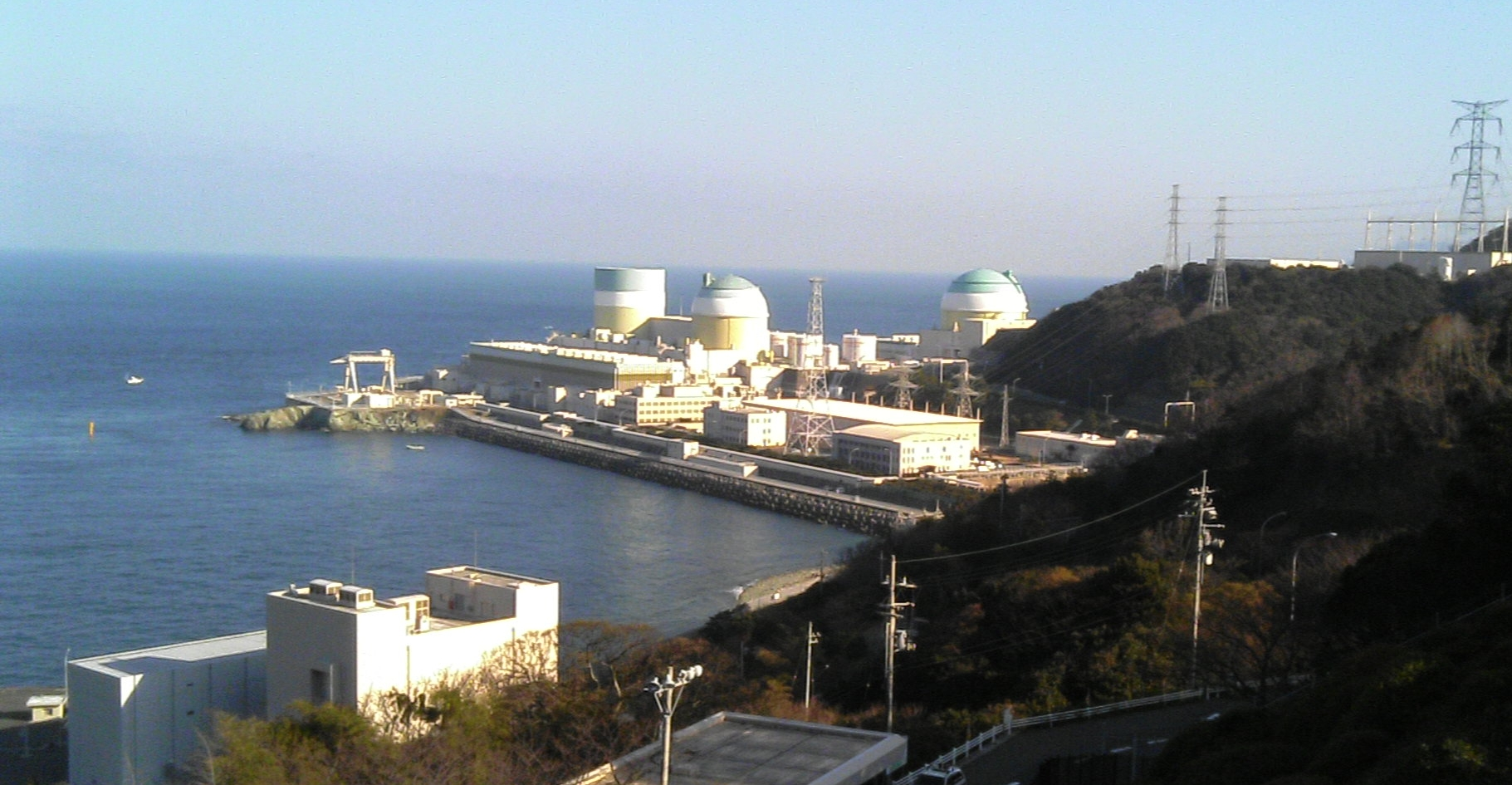
이카타 원자력 발전소

- 1955년 3월 31일 - 이카타촌과 마치미촌이 합병해 이카타정이 되었다.
- 1977년 9월 30일 - 시코쿠 전력 이카타 원자력 발전소 1호기가 운전을 개시하였다.
- 2005년 4월 1일 - 니시우와군 세토정, 미사키정과 합병해 새로운 이카타정이 되었다.

## 교통

### 도로
- 국도 197호선

## 같이 보기
- 사다미사키반도
- 이카타 발전소